# Manchester United F.C. mùa bóng 1957–58
Mùa giải 1957-58 là mùa giải lần thứ 56 của Manchester United ở The Football League và mùa giải thứ 13 liên tiếp của đội bóng ở Giải hạng nhất Anh.
Mùa giải đánh dấu thảm kịch lớn nhất trong lịch sử của câu lạc bộ khi tám cầu thủ, ba quan chức câu lạc bộ và mười hành khách khác đã chết do bị thương tích của họ trong Thảm họa hàng không München vào 06 tháng 2 năm 1958 trên đường trở về từ một trận đấu lượt về European Cup 1957–58 ở vòng tứ kết gặp đội bóng Red Star Belgrade của Nam Tư. Tiền vệ Trung tâm Mark Jones, đội trưởng Roger Byrne, Hậu vệ Geoff Bent, Cầu thủ chạy cánh David Pegg, Tiền đạo cánh phải Eddie Colman, Tiền đạo bên phải Bill Whelan và Trung phong cắm Tommy Taylor đã bị thiệt mạng tại chỗ. Tiền đạo cánh trái Duncan Edwards đã ở bệnh viện hai tuần trước khi ông qua đời quá ngày 21 tháng 2.
Huấn luyện viên Matt Busby đã bị thương nặng và trợ lý Jimmy Murphy (người không có mặt trên chuyến bay định mệnh) đã phụ trách công tác huấn luyện đầu tiên cho đến khi kết thúc mùa giải khi Busby hồi phục chấn thương của mình. Thư ký câu lạc bộ Walter Crickmer và huấn luyện viên khác Tom Curry và Bert Whalley đều bị mất trong vụ tai nạn trong đó tuyên bố có tổng cộng 23 người thiệt mạng.
Với đội hình còn lại, United đã đi đến trận chung kết Cúp FA nhưng bị thất bại trước đội bóng Bolton Wanderers. Đội bóng cũng lọt vào đến vòng bán kết European Cup 1957–58. Tuy nhiên, đội bóng đã không thể bảo vệ danh hiệu vô địch giải đấu cao nhất nước Anh khi hoàn thành giải đấu với vị trí thứ 9 trên bảng xếp hạng tổng.
Với đội hình còn lại của United sau sự tàn phá bởi cái chết và thương tích do hậu quả của thảm kịch Munich để lại, một số cầu thủ trẻ đã đôn lên đội một. Những cầu thủ chạy cánh Shay Brennan, tiền đạo Mark Pearson  và Một cầu thủ khác đáng chú ý đó là thủ môn Harry Gregg, được ký vào tháng 12 năm 1957 một vài tuần trước khi vụ tai nạn Munich xảy ra.
Cầu thủ ghi bàn hàng đầu của United cho mùa giải này là Dennis Viollet, ông đã ghi được 23 bàn thắng trong tất cả các cuộc thi và 16 bàn thắng ở giải đấu kể từ khi ông hồi phục thương tích trong vụ tai nạn Munich khoảng hai tháng.

## FA Charity Shield
| Thời gian            | Đối thủ     | H/A | Tỷ số Bt-Bb | Cầu thủ ghi bàn      | Số lượng khán giả |
| -------------------- | ----------- | --- | ----------- | -------------------- | ----------------- |
| 22 tháng 10 năm 1957 | Aston Villa | H   | 4 – 0       | T. Taylor (3), Berry | 27,293            |

## First Division
| Thời gian                 | Đối thủ                 | H/A | Tỷ số Bt-Bb | Cầu thủ ghi bàn                             | Số lượng khán giả |
| ------------------------- | ----------------------- | --- | ----------- | ------------------------------------------- | ----------------- |
| ngày 24 tháng 8 năm 1957  | Leicester City          | A   | 3 – 0       | Whelan (3)                                  | 40,214            |
| ngày 28 tháng 8 năm 1957  | Everton                 | H   | 3 – 0       | T. Taylor, Viollet, own goal                | 59,103            |
| ngày 31 tháng 8 năm 1957  | Manchester City         | H   | 4 – 1       | Berry, Edwards, T. Taylor, Viollet          | 63,347            |
| ngày 4 tháng 9 năm 1957   | Everton                 | A   | 3 – 3       | Berry, Viollet, Whelan                      | 72,077            |
| ngày 7 tháng 9 năm 1957   | Leeds United            | H   | 5 – 0       | Berry (2), T. Taylor (2), Viollet           | 50,842            |
| ngày 9 tháng 9 năm 1957   | Blackpool               | A   | 4 – 1       | Viollet (2), Whelan (2)                     | 34,181            |
| ngày 14 tháng 9 năm 1957  | Bolton Wanderers        | A   | 0 – 4       |                                             | 48,003            |
| ngày 18 tháng 9 năm 1957  | Blackpool               | H   | 1 – 2       | Edwards                                     | 40,763            |
| ngày 21 tháng 9 năm 1957  | Arsenal                 | H   | 4 – 2       | Whelan (2), Pegg, T. Taylor                 | 47,142            |
| ngày 28 tháng 9 năm 1957  | Wolverhampton Wanderers | A   | 1 – 3       | Doherty                                     | 48,825            |
| ngày 5 tháng 10 năm 1957  | Aston Villa             | H   | 4 – 1       | T. Taylor, Pegg, own goal                   | 43,102            |
| ngày 12 tháng 10 năm 1957 | Nottingham Forest       | A   | 2 – 1       | Viollet, Whelan                             | 47,654            |
| ngày 19 tháng 10 năm 1957 | Portsmouth              | H   | 0 – 3       |                                             | 38,253            |
| ngày 26 tháng 10 năm 1957 | West Bromwich Albion    | A   | 3 – 4       | T. Taylor, Whelan                           | 52,160            |
| ngày 2 tháng 11 năm 1957  | Burnley                 | H   | 1 – 0       | T. Taylor                                   | 49,449            |
| ngày 9 tháng 11 năm 1957  | Preston North End       | A   | 1 – 1       | Whelan                                      | 39,063            |
| ngày 16 tháng 11 năm 1957 | Sheffield Wednesday     | H   | 2 – 1       | Webster (2)                                 | 40,366            |
| ngày 23 tháng 11 năm 1957 | Newcastle United        | A   | 2 – 1       | Edwards, T. Taylor                          | 53,890            |
| ngày 30 tháng 11 năm 1957 | Tottenham Hotspur       | H   | 3 – 4       | Pegg (2), Whelan                            | 43,077            |
| ngày 7 tháng 12 năm 1957  | Birmingham City         | H   | 3 – 3       | Viollet (2), T. Taylor                      | 35,791            |
| ngày 14 tháng 12 năm 1957 | Chelsea                 | H   | 0 – 1       |                                             | 36,853            |
| ngày 21 tháng 12 năm 1957 | Leicester City          | H   | 4 – 0       | Viollet (2), Charlton, Scanlon              | 41,631            |
| ngày 25 tháng 12 năm 1957 | Luton Town              | H   | 3 – 0       | Charlton, Edwards, T. Taylor                | 39,444            |
| ngày 26 tháng 12 năm 1957 | Luton Town              | A   | 2 – 2       | Scanlon, T. Taylor                          | 26,458            |
| ngày 28 tháng 12 năm 1957 | Manchester City         | A   | 2 – 2       | Charlton, Viollet                           | 70,483            |
| ngày 11 tháng 1 năm 1958  | Leeds United            | A   | 1 – 1       | Viollet                                     | 39,401            |
| ngày 18 tháng 1 năm 1958  | Bolton Wanderers        | H   | 7 – 2       | Charlton (3), Viollet (2), Edwards, Scanlon | 41,141            |
| ngày 1 tháng 2 năm 1958   | Arsenal                 | A   | 5 – 4       | T. Taylor (2), Charlton, Edwards, Viollet   | 63,578            |
| ngày 22 tháng 2 năm 1958  | Nottingham Forest       | H   | 1 – 1       | Dawson                                      | 66,124            |
| ngày 8 tháng 3 năm 1958   | West Bromwich Albion    | H   | 0 – 4       |                                             | 63,278            |
| ngày 15 tháng 3 năm 1958  | Burnley                 | A   | 0 – 3       |                                             | 37,247            |
| ngày 29 tháng 3 năm 1958  | Sheffield Wednesday     | A   | 0 – 1       |                                             | 35,608            |
| ngày 31 tháng 3 năm 1958  | Aston Villa             | A   | 2 – 3       | Dawson, Webster                             | 16,631            |
| ngày 4 tháng 4 năm 1958   | Sunderland              | H   | 2 – 2       | Charlton, Dawson                            | 47,421            |
| ngày 5 tháng 4 năm 1958   | Preston North End       | H   | 0 – 0       |                                             | 47,816            |
| ngày 7 tháng 4 năm 1958   | Sunderland              | A   | 2 – 1       | Webster (2)                                 | 51,302            |
| ngày 12 tháng 4 năm 1958  | Tottenham Hotspur       | A   | 0 – 1       |                                             | 59,836            |
| ngày 16 tháng 4 năm 1958  | Portsmouth              | A   | 3 – 3       | Dawson, E. Taylor, Webster                  | 39,975            |
| ngày 19 tháng 4 năm 1958  | Birmingham City         | H   | 0 – 2       |                                             | 38,991            |
| ngày 21 tháng 4 năm 1958  | Wolverhampton Wanderers | H   | 0 – 4       |                                             | 33,267            |
| ngày 23 tháng 4 năm 1958  | Newcastle United        | H   | 1 – 1       | Dawson                                      | 28,393            |
| ngày 26 tháng 4 năm 1958  | Chelsea                 | A   | 1 – 2       | E. Taylor                                   | 45,011            |

| #  | Câu lạc bộ        | Tr | T  | H  | B  | Bt | Bb | Hs  | Điểm |
| -- | ----------------- | -- | -- | -- | -- | -- | -- | --- | ---- |
| 8  | Luton Town        | 42 | 19 | 6  | 17 | 69 | 63 | +6  | 44   |
| 9  | Manchester United | 42 | 16 | 11 | 15 | 85 | 75 | +10 | 43   |
| 10 | Nottingham Forest | 42 | 16 | 10 | 16 | 69 | 63 | +6  | 42   |

## FA Cup
| Thời gian           | Vòng đấu        | Đối thủ              | H/A | Tỷ số Bt-Bb | Cầu thủ ghi bàn               | Số lượng khán giả |
| ------------------- | --------------- | -------------------- | --- | ----------- | ----------------------------- | ----------------- |
| 4 tháng 1 năm 1958  | Vòng 3          | Workington           | A   | 3 – 1       | Viollet                       | 21,000            |
| 25 tháng 1 năm 1958 | Vòng 4          | Ipswich Town         | H   | 2 – 0       | Charlton                      | 53,550            |
| 19 tháng 2 năm 1958 | Vòng 5          | Sheffield Wednesday  | H   | 3 – 0       | Brennan (2), Dawson           | 59,848            |
| 1 tháng 3 năm 1958  | Vòng 6          | West Bromwich Albion | A   | 2 – 2       | Dawson, E. Taylor             | 58,250            |
| 5 tháng 3 năm 1958  | Vòng 6 Đấu lại  | West Bromwich Albion | H   | 1 – 0       | Webster                       | 60,000            |
| 22 tháng 3 năm 1958 | Bán kết         | Fulham               | N   | 2 – 2       | Charlton                      | 69,745            |
| 26 tháng 3 năm 1958 | Bán kết Đấu lại | Fulham               | N   | 5 – 3       | Dawson (3), Brennan, Charlton | 38,000            |
| 3 tháng 5 năm 1958  | Chung kết       | Bolton Wanderers     | N   | 0 – 2       |                               | 100,000           |

## European Cup
| Thời gian            | Vòng đấu                   | Đối thủ           | H/A | Tỷ số Bt-Bb | Cầu thủ ghi bàn                        | Số lượng khán giả |
| -------------------- | -------------------------- | ----------------- | --- | ----------- | -------------------------------------- | ----------------- |
| 25 tháng 9 năm 1957  | Vòng sơ loại Trận đầu tiên | Shamrock Rovers   | A   | 6 – 0       | T. Taylor (2), Whelan (2), Berry, Pegg | 45,000            |
| 2 tháng 10 năm 1957  | Vòng sơ loại Trận thứ hai  | Shamrock Rovers   | H   | 3 – 2       | Viollet (2), Pegg                      | 33,754            |
| 20 tháng 11 năm 1957 | Vòng 1 Trận đầu tiên       | Dukla Prague      | H   | 3 – 0       | Pegg, T. Taylor, Webster               | 60,000            |
| 4 tháng 12 năm 1957  | Vòng 1 Trận thứ hai        | Dukla Prague      | A   | 0 – 1       |                                        | 35,000            |
| 14 tháng 1 năm 1958  | Tứ kết Trận thứ nhất       | Red Star Belgrade | H   | 2 – 1       | Charlton, Colman                       | 60,000            |
| 5 tháng 2 năm 1958   | Tứ kết Trận thứ hai        | Red Star Belgrade | A   | 3 – 3       | Charlton (2), Viollet                  | 55,000            |
| 8 tháng 5 năm 1958   | Bán kết Trận thứ nhất      | Milan             | H   | 2 – 1       | E. Taylor, Viollet                     | 44,880            |
| 14 tháng 5 năm 1958  | Bán kết Trận thứ hai       | Milan             | A   | 0 – 4       |                                        | 80,000            |

## Thống kê mùa giải
| Vị trí | Tên cầu thủ         | League  | League       | FA Cup  | FA Cup       | European Cup | European Cup | Khác    | Khác         | Tổng cộng | Tổng cộng    |
| Vị trí | Tên cầu thủ         | Số trận | Số bàn thắng | Số trận | Số bàn thắng | Số trận      | Số bàn thắng | Số trận | Số bàn thắng | Số trận   | Số bàn thắng |
| ------ | ------------------- | ------- | ------------ | ------- | ------------ | ------------ | ------------ | ------- | ------------ | --------- | ------------ |
| GK     | David Gaskell       | 3       | 0            | 0       | 0            | 0            | 0            | 0       | 0            | 3         | 0            |
| GK     | Harry Gregg         | 19      | 0            | 8       | 0            | 4            | 0            | 1       | 0            | 31        | 0            |
| GK     | Ray Wood            | 20      | 0            | 0       | 0            | 4            | 0            | 1       | 0            | 25        | 0            |
| FB     | Shay Brennan        | 5       | 0            | 2       | 3            | 0            | 0            | 0       | 0            | 7         | 3            |
| FB     | Roger Byrne         | 26      | 0            | 2       | 0            | 6            | 0            | 1       | 0            | 35        | 0            |
| FB     | Bill Foulkes        | 42      | 0            | 8       | 0            | 8            | 0            | 1       | 0            | 59        | 0            |
| FB     | Ian Greaves         | 12      | 0            | 6       | 0            | 2            | 0            | 0       | 0            | 20        | 0            |
| FB     | Bobby Harrop        | 5       | 0            | 1       | 0            | 0            | 0            | 0       | 0            | 6         | 0            |
| FB     | Tommy Heron         | 1       | 0            | 0       | 0            | 0            | 0            | 0       | 0            | 1         | 0            |
| FB     | Peter Jones         | 1       | 0            | 0       | 0            | 0            | 0            | 0       | 0            | 1         | 0            |
| HB     | Jackie Blanchflower | 18      | 0            | 0       | 0            | 2            | 0            | 1       | 0            | 21        | 0            |
| HB     | Eddie Colman        | 24      | 0            | 2       | 0            | 5            | 1            | 0       | 0            | 31        | 1            |
| HB     | Ronnie Cope         | 13      | 0            | 6       | 0            | 2            | 0            | 0       | 0            | 21        | 0            |
| HB     | Stan Crowther       | 11      | 0            | 5       | 0            | 2            | 0            | 0       | 0            | 18        | 0            |
| HB     | Duncan Edwards      | 26      | 6            | 2       | 0            | 5            | 0            | 1       | 0            | 34        | 6            |
| HB     | Freddie Goodwin     | 16      | 0            | 6       | 0            | 3            | 0            | 1       | 0            | 26        | 0            |
| HB     | Mark Jones          | 10      | 0            | 2       | 0            | 4            | 0            | 0       | 0            | 16        | 0            |
| HB     | Wilf McGuinness     | 7       | 0            | 0       | 0            | 1            | 0            | 0       | 0            | 8         | 0            |
| FW     | Johnny Berry        | 20      | 4            | 0       | 0            | 3            | 1            | 1       | 1            | 24        | 6            |
| FW     | Bobby Charlton      | 21      | 8            | 7       | 5            | 2            | 3            | 0       | 0            | 30        | 16           |
| FW     | Alex Dawson         | 12      | 5            | 6       | 5            | 0            | 0            | 0       | 0            | 18        | 10           |
| FW     | John Doherty        | 1       | 1            | 0       | 0            | 0            | 0            | 0       | 0            | 1         | 1            |
| FW     | Kenny Morgans       | 13      | 0            | 2       | 0            | 4            | 0            | 0       | 0            | 19        | 0            |
| FW     | Mark Pearson        | 8       | 0            | 4       | 0            | 2            | 0            | 0       | 0            | 14        | 0            |
| FW     | David Pegg          | 21      | 4            | 0       | 0            | 4            | 3            | 1       | 0            | 26        | 7            |
| FW     | Albert Scanlon      | 9       | 3            | 2       | 0            | 3            | 0            | 0       | 0            | 14        | 3            |
| FW     | Ernie Taylor        | 11      | 2            | 6       | 1            | 2            | 1            | 0       | 0            | 19        | 4            |
| FW     | Tommy Taylor        | 25      | 16           | 2       | 0            | 6            | 3            | 1       | 3            | 34        | 22           |
| FW     | Dennis Viollet      | 22      | 16           | 3       | 3            | 6            | 4            | 1       | 0            | 32        | 23           |
| FW     | Colin Webster       | 20      | 6            | 6       | 1            | 5            | 1            | 0       | 0            | 31        | 8            |
| FW     | Billy Whelan        | 20      | 12           | 0       | 0            | 3            | 2            | 1       | 0            | 24        | 14           |